# Présence plus puissance
Pour les articles homonymes, voir PPP et OPS.
La présence plus puissance (PPP), ou on-base plus slugging (OPS) en anglais, est une statistique sabermétrique relative à un joueur de baseball. Elle est définie par la somme de sa moyenne de présence sur les buts et de sa moyenne de puissance.

## Records de la Ligue majeure de baseball

### En carrière
Les joueurs ayant la meilleure OPS en carrière dans la Ligue majeure de baseball, après la saison 2019 :

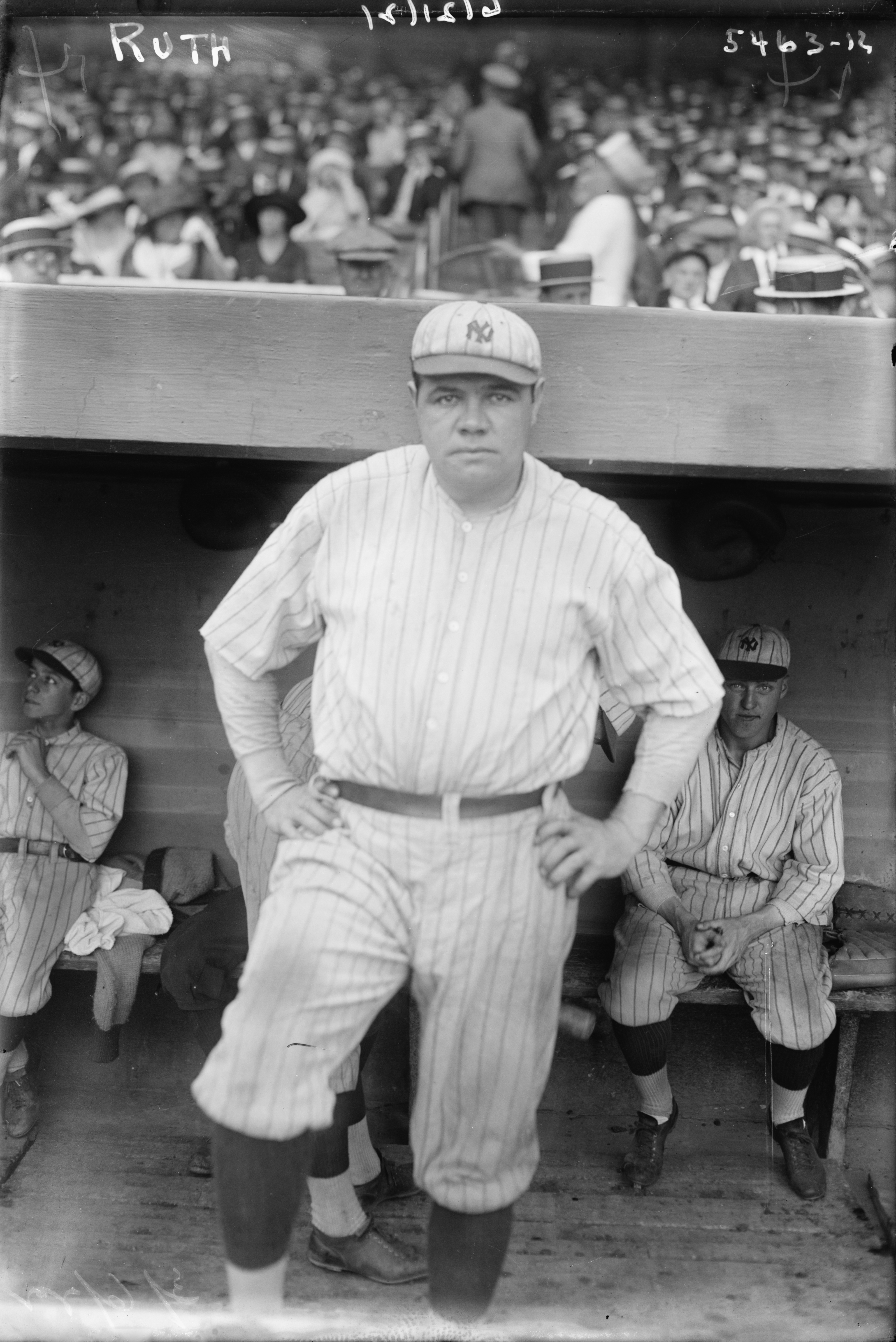
Babe Ruth en 1921.

| Position | Joueur         | OPS   | Années               |
| 1        | Babe Ruth      | 1,164 | 1914-1935            |
| 2        | Ted Williams   | 1,116 | 1939-1942, 1946-1960 |
| 3        | Lou Gehrig     | 1,080 | 1923-1939            |
| 4        | Barry Bonds    | 1,051 | 1986-2007            |
| 5        | Jimmie Foxx    | 1,308 | 1925-1942, 1944-1945 |
| 6        | Hank Greenberg | 1,017 | 1930-1941, 1945-1947 |
| 7        | Rogers Hornsby | 1,010 | 1915-1937            |
| 8        | Mike Trout     | 1,000 | 2011-                |
| 9        | Manny Ramírez  | ,996  | 1993-2011            |
| 10       | Mark McGwire   | ,982  | 1986-2001            |

### En une saison
Les joueurs ayant conservé l'OPS la plus élevée en une saison dans la Ligue majeure de baseball. Mis à jour après la saison 2019 :

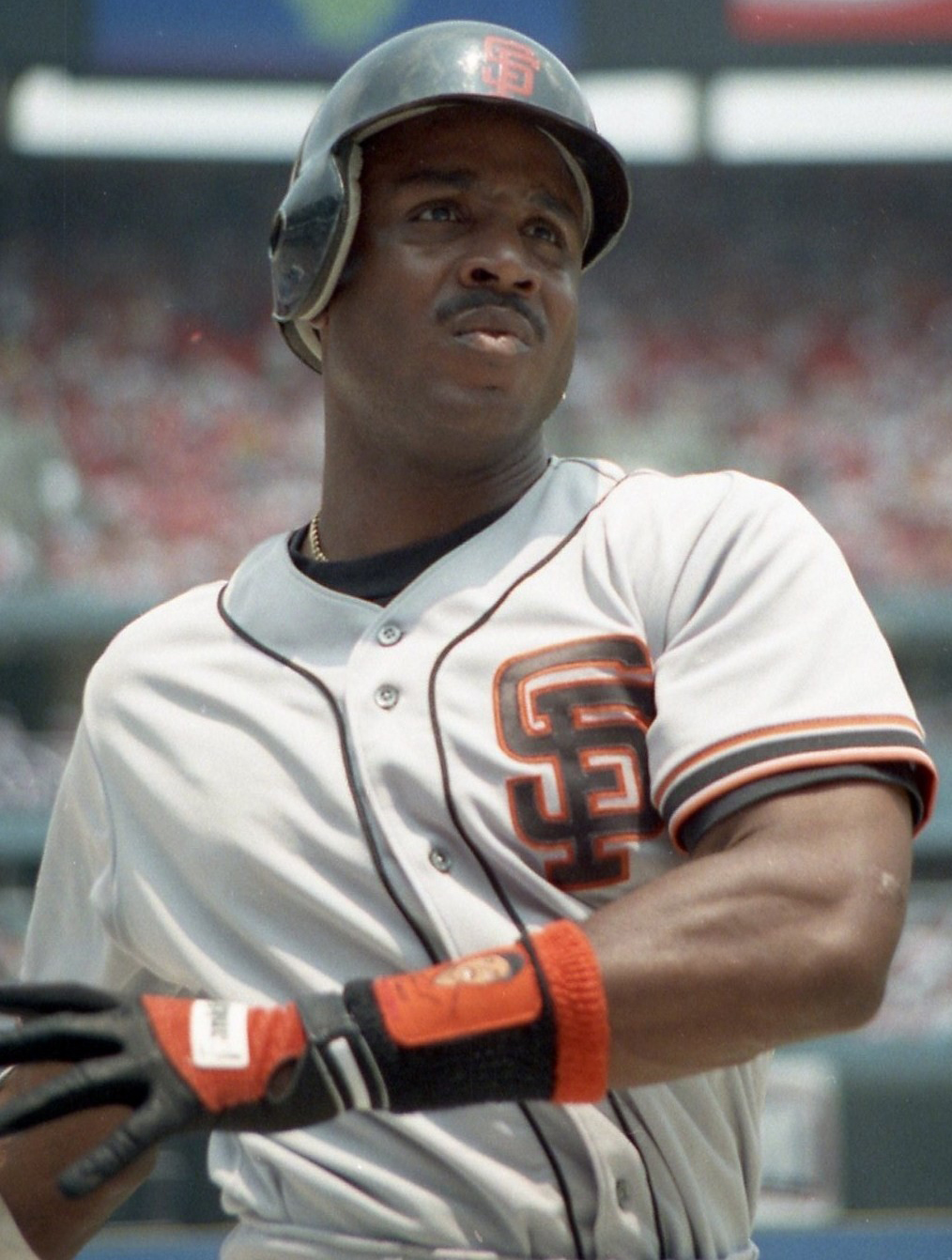
Barry Bonds.

| Position | Joueur      | Moyenne | Équipe                  | Saison |
| 1        | Barry Bonds | 1,422   | Giants de San Francisco | 2004   |
| 2        | Barry Bonds | 1,381   | Giants de San Francisco | 2002   |
| 3        | Babe Ruth   | 1,380   | Yankees de New York     | 1920   |
| 4        | Barry Bonds | 1,379   | Giants de San Francisco | 2001   |
| 5        | Babe Ruth   | 1,359   | Yankees de New York     | 1921   |

### En activité
Les joueurs en activité après la saison 2019 possédant l'OPS en carrière la plus élevée :
| Position | Joueur           | Moyenne | Années      |
| 1        | Mike Trout       | 1,000   | Depuis 2011 |
| 2        | Joey Votto       | ,941    | Depuis 2007 |
| 3        | Miguel Cabrera   | ,935    | Depuis 2003 |
| 4        | Albert Pujols    | ,927    | Depuis 2001 |
| 5        | Paul Goldschmidt | ,916    | Depuis 2011 |